# Bóbr
Il Bóbr (in polacco, Bobr in ceco, Bober in tedesco) è un fiume della Repubblica Ceca settentrionale e del sud-ovest della Polonia, un affluente del fiume Odra.
Ha una lunghezza di 272 km (2 nella Repubblica Ceca e 270 in Polonia) ed è il decimo fiume polacco per lunghezza. L'area del bacino è di 5.876 km² (46 nella Repubblica Ceca e 5.830 in Polonia.

## Affluenti principali
Sinistra orografica
- Łomnica (ted. Lomnitz)
- Kamienna (ted. Zacken)
- Kamienika (ted. Kemnitz)
- Kwisa (ted. Queis)
- Kzerna (ted. Tschirne)

Destra orografica
- Zadrna (ted. Zieder)
- Lesk (ted. Lässig)
- Szprotawa (ted. Sprotte)

## Città attraversate

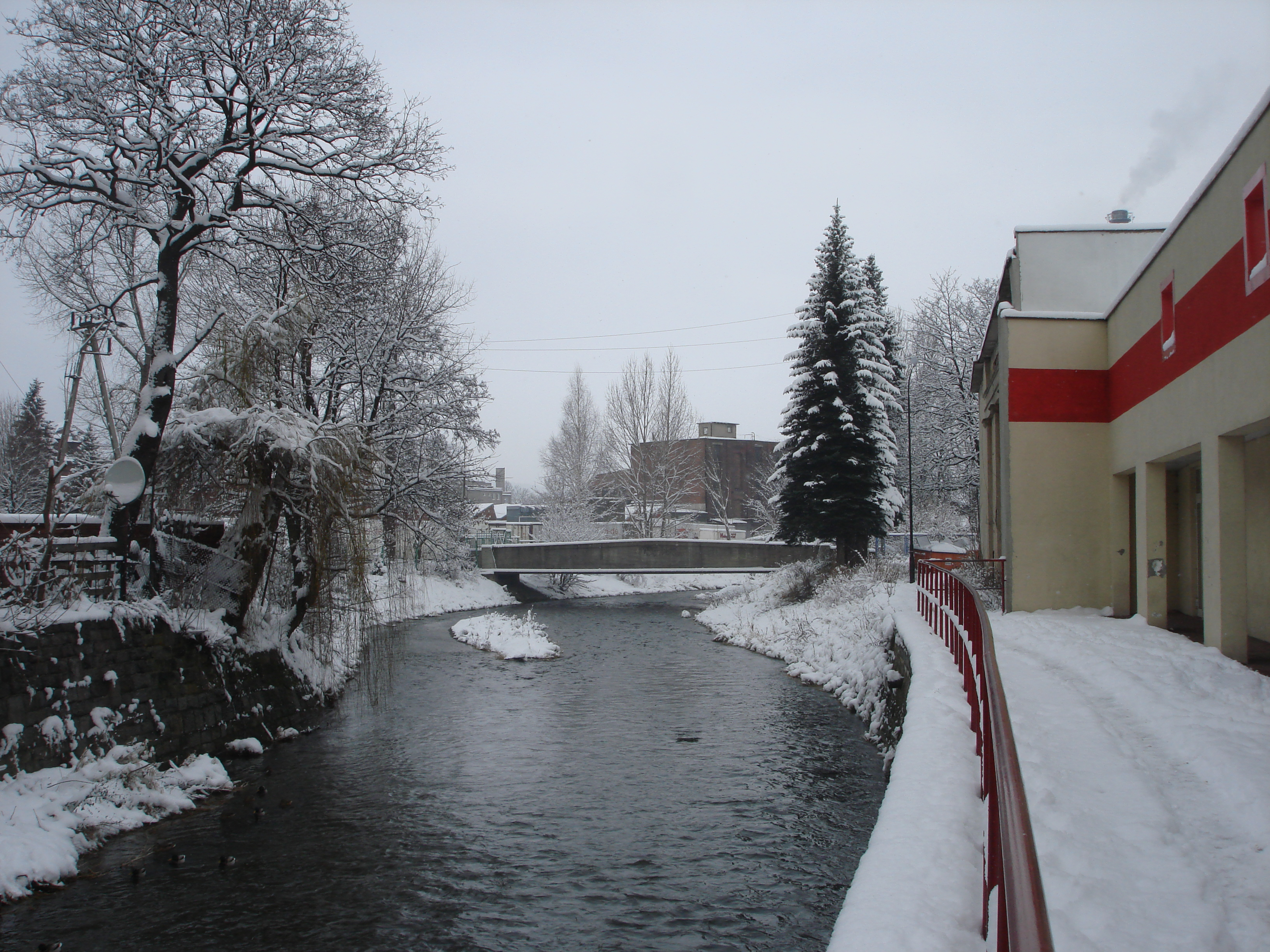
Bóbr a Kamienna Góra

- Lubawka
- Kamienna Góra
- Jelenia Góra
- Wleń
- Lwówek Śląski
- Bolesławiec
- Szprotawa
- Małomice
- Żagań
- Nowogród Bobrzański
- Krosno Odrzańskie